# Snovídky
Snovídky (in tedesco Snowidek) è un comune della Repubblica Ceca facente parte del distretto di Vyškov, in Moravia Meridionale.